# Kanton Ajaccio-4
Der Kanton Ajaccio-4 ist seit 1973 ein französischer Kanton im Arrondissement Ajaccio, im Département Corse-du-Sud der Region Korsika. Er besteht aus dem südöstlichen Teil der Stadt Ajaccio.